# Vaginose bacteriana
Vaginose bacteriana é uma infeção da vagina causada pela proliferação excessiva de bactérias. Os sintomas mais comuns são aumento do corrimento vaginal, na maior parte dos casos com odor semelhante a peixe. O corrimento é geralmente de cor branca ou cinzenta. Pode também ocorrer ardor ao urinar. O prurido é pouco frequente. Em alguns casos não se manifestam sintomas. A vaginose bacteriana duplica o risco de contrair infeções sexualmente transmissíveis, incluindo VIH/SIDA. Aumenta também o risco de parto prematuro entre as mulheres grávidas.
A vaginose bacteriana é causada por um desequilíbrio nas bactérias naturalmente presentes na vagina, quer pela alteração do tipo de bactéria mais comum, quer pelo aumento de centenas ou milhares de vezes do número total de bactérias presentes. Geralmente, passam a ser mais comuns outras bactérias que não a Lactobacilli. Entre os fatores de risco estão a utilização de duches vaginais, novos ou múltiplos parceiros sexuais, o uso de antibióticos e o uso de dispositivo intrauterino. No entanto, a doença não é considerada uma infeção sexualmente transmissível. O diagnóstico é suspeito com base nos sintomas e pode ser confirmado com análises ao corrimento vaginal, que podem evidenciar um pH superior ao normal e elevada quantidade de bactérias. A vaginose bacteriana é muitas vezes confundida com vaginite por candidíase ou tricomoníase.
O tratamento consiste geralmente na administração de antibióticos como a clindamicina ou metronidazol, os quais podem também ser administrados no segundo e terceiro trimestres de gravidez. No entanto, é frequente que a doença recorra mesmo após o tratamento. As novas ocorrências podem ser prevenidas com probióticos. Não é ainda claro se o uso de probióticos ou antibióticos afeta o prognóstico da gravidez.
A vaginose bacteriana é a infeção vaginal mais comum entre mulheres em idade fértil. A percentagem de mulheres afetadas em dado momento no tempo varia entre 5% e 70%. A doença é mais comum em algumas regiões de África e menos comum na Ásia e na Europa. Nos Estados Unidos afeta cerca de 30% das mulheres entre os 14 e 49 anos de idade. Dentro do mesmo país, a prevalência varia significativamente conforme o grupo étnico. Embora os sintomas de vaginose bacteriana tenham sido frequentemente descritos ao longo da História, o primeiro caso claramente documentado só aconteceu em 1894.